# Neivamyrmex vicinus
Neivamyrmex vicinus är en myrart som beskrevs av Borgmeier 1953. Neivamyrmex vicinus ingår i släktet Neivamyrmex och familjen myror. Inga underarter finns listade i Catalogue of Life.